# Нижний Египет
Ни́жний Еги́пет (лат. Aegyptus Inferior), Та-меху (егип. tꜣ-mḥw), Цахет (копт. ⲧⲥⲁϧⲏⲧ), Дельта (др.-греч. Δέλτα) — историческая область в Северной Африке на территории Египта. Нижний Египет географически занимал обширную территорию Дельты Нила.

## География и климат
Нижний Египет географически занимал обширную территорию Дельты Нила. Столицей Нижнего Египта был город Буто. Богиней-покровительницей Нижнего Египта была богиня Уаджит.
Климат в Нижнем Египте (особенно неподалёку от берега) мягче, чем в Верхнем Египте главным образом из-за близости к Средиземному морю. Среднегодовая температура Нижнего Египта 25-26° С, в Верхнем Египте среднегодовая температура 30-34° С. Нижний Египет состоял из болот.
Изначально Нижний Египет был разделён на 16 номов, примерно в середине 2-го тысячелетия до н. э. Нижний Египет изменил деление на 20 номов.

## Название
Древнеегипетское Та-меху означает «Земля папируса». Также в русскоязычной традиции эта область называется Низовье, Дельта. Ассирийцы называли его Муцур, Мисир (аккад. Muṣur, Miṣir). Завоевавшие эти территории арабы назвали (и называют) эту область Аль Бохейр (араб. Miṣr Baḥr‎ транслит.).

## История

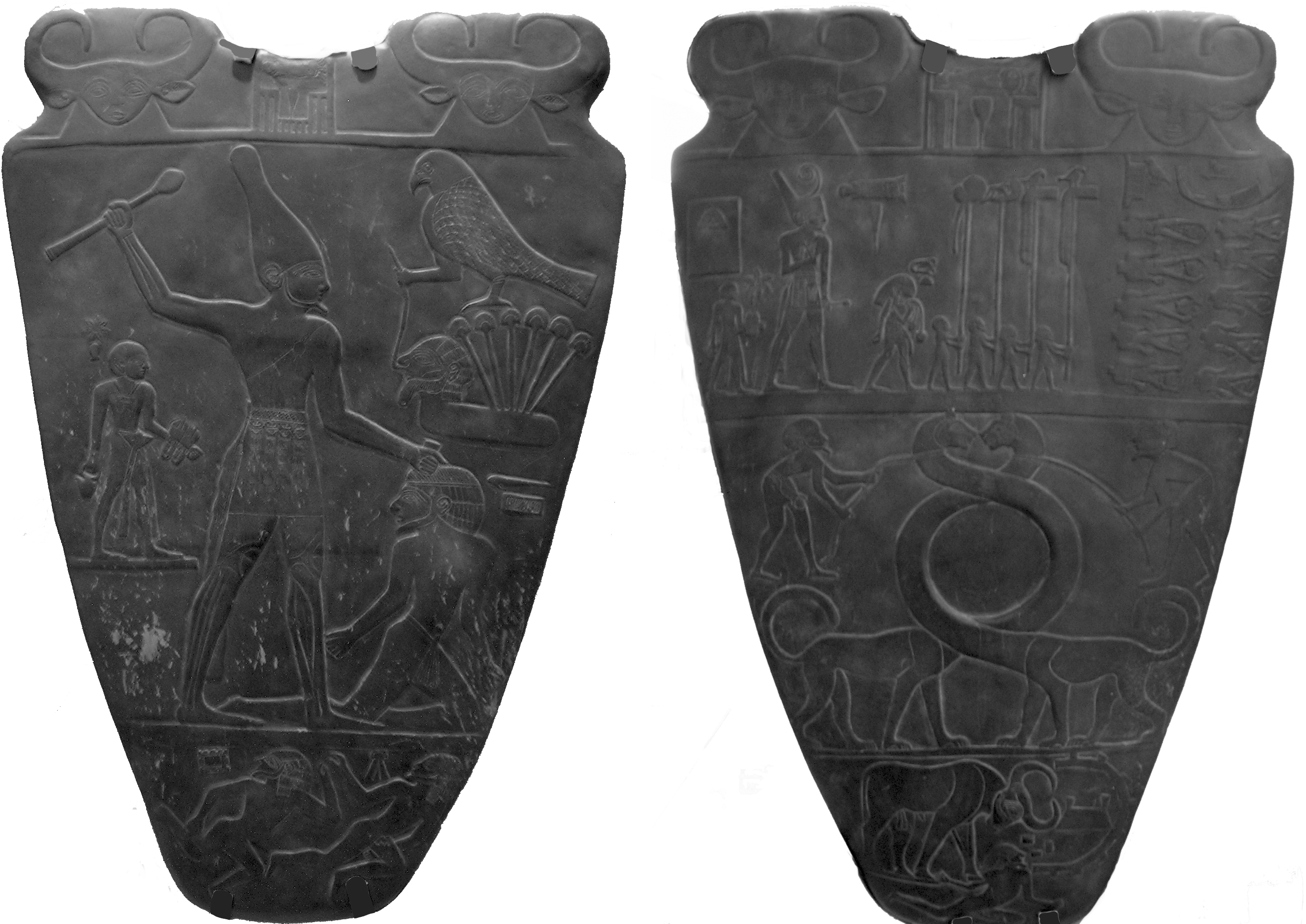
Алевролитовая палетка времен фараона Нармера, обе стороны

Нижний Египет был образован около IV тысячелетия до н. э. из множества мелких царств и имел самостоятельность до объединения Древнего Египта правителем Верхнего Египта Менесом, основателем I династии фараонов. Менес захватил Нижний Египет и объединил страну под одним правителем. При этом ещё длительное время Нижний и Верхний Египты были самостоятельными государствами, на что указывает титул фараона: «царь Верхнего и Нижнего Египта», а также факт разделения египетского государственного аппарата, при этом одна половина была в Верхнем, а другая в Нижнем Египте. Согласно теории советского ученого Всеволода Авдиева, окончательно Египет стал един при фараоне Нармере, на что, по мнению Авдиева, указывает двойное изображение Нармера на древнеегипетской шиферной таблице (на самом деле таблица из алевролита, классификация её материала как шифер ошибочна), на которой выбита надпись «царь вывел из страны Озера Гарпуны 6 тысяч пленных», при этом на одном изображении Нармера на нём корона Верхнего Египта, а на втором корона Нижнего Египта.
В 664 году до н. э. Нижний Египет был взят под контроль эфиопами, во главе с их царем Тануатамоном. Затем, на короткое время эфиопы потеряли над ним контроль вследствие поражения в войне с ассирийцами, но затем вскоре они снова временно захватили Нижний Египет. Под конец Нижний Египет снова объединился с Верхним Египтом при правлении Псамметиха I.
Во время ливийского правления (XI—VI века до н. э.) в Египте Нижний Египет распался на множество мелких государственных образований, во главе которых стояло множество ливийских правителей.

## Связи с Верхним Египтом
Развитие производительных сил на протяжении первой половины IV тысячелетия до н. э. объективно повлекло за собой процессы централизации на всём протяжении Нила. В борьбе за природные ресурсы племена образовывали союзы против ближайших соседей; победители в сражениях между племенными союзами осуществляли территориальную экспансию теми же средствами, и так далее. К середине IV тысячелетия до н. э. Нил и прилегающие к нему земли от первого порога до Средиземного моря оказались поделены на два государственных образования, Верхний и Нижний Египет. Каждое из них было заинтересовано в том чтобы распространить свою власть на территорию другого. В основе этого взаимного интереса лежала взаимодополняемость экономик обоих государств, вытекающая из особенностей физико-географических характеристик каждого.
Верхний Египет, большая часть южных территорий которого представляла собой узкую долину, стиснутую горами, нависающими с обоих берегов Нила, испытывал дефицит территории как для земледелия, так и для скотоводства. Со своей стороны, Нижний Египет нуждался в металлах, древесине и ряде других ресурсов, путь к которым пролегал только по Нилу, через земли Верхнего Египта. Объединение обеих частей в одно государство позволило создать единый народнохозяйственный комплекс, отдельные части которого получили свою региональную производственную специализацию, при которой Север сосредоточился на виноградарстве, садо- и птицеводстве, а Юг на поставке скота, животных пустыни, а также ремесленного инструмента. Через Верхний Египет шла доставка металлов и древесины из глубин Африки, а также из-за моря. Зерновые выращивали везде, но их сорта в Верхнем и Нижнем Египте различались.
Решающие сражения между Верхним и Нижним Египтом, предшествовавшие их объединению в одно государство — сначала при создании Раннего царства (XXXII век до н. э.), а затем при воссоединении распавшейся страны в единое Среднее царство (XXI век до н. э.) — разделяет более, чем тысячелетний отрезок времени. В обоих случаях победа была на стороне Юга, что косвенно указывает на относительную слабость интегральной совокупности факторов, действовавших на стороне Нижнего Египта в эпоху, предшествовавшую наступлению железного века и возникновению товарной экономики. Всё движение продуктов между септами (номами) — регионально специализированными «ячейками» экономики древнейших царств Египта осуществлялось на безденежной основе, в порядке организуемого и проводимого центром перераспределения части продукта, изымаемого у производителей в порядке государственной повинности.
Со своей стороны, ликвидация центральной власти в так называемые переходные периоды, когда Египет временно распадался, погружаясь во мрак междоусобиц политически независимых номов, не способствовала переходу от администрирования к рынку, на котором мог бы иметь место свободный обмен излишками продукции между номами. Отчасти это было следствием специфики транспортной структуры Египта, в которой основные перевозки шли по Нилу. Каждый номарх мог под угрозой полного пресечения чужих дальних торговых экспедиций изымать в свою пользу часть перевозимого продукта. Экономический эффект хозяина товара легко сводится на нет при прохождении уже нескольких таких «таможен» — а по пути с севера на юг по Нилу и обратно их в одном только Верхнем Египте около двух десятков. Поэтому ликвидация таких внутренних барьеров на торговых путях является одним из мощнейших мотивов к централизации власти и возобновления политического единства страны.
Несмотря на наличие объективной заинтересованности одной части Египта в продукции другой, каждое ослабление центральной власти и тем более распад страны неизбежно влекли за собой резкое снижение объёмов движения товаров между Верхним и Нижним Египтом. Эта закономерность не исчезла и после перехода от бартера к товарно-денежным отношениям. Так, в Позднем царстве несмотря на наличие серебра в сокровищницах Гераклеополя и Фив при XXVI (Саисской) династии, товарные потоки между Югом и Севером были незначительны, и «наряду с серебром распространённым средством обмена по-прежнему оставалось зерно».
Объединение Египта под властью саисских фараонов (середина VII века до н. э.), происходило в обстановке, качественно отличающейся от прежних воссоединений страны. К этому времени производительные силы Египта и окружающих его стран вышли на новый уровень железного века, а внешнеполитические факторы стали играть существенную роль. В роли претендентов на верховную власть над частями Египта выступили Эфиопия с юга и Ассирия с севера. Накопленное храмами серебро стали использовать для покупки наёмников: семитов, греков, карийцев. Поздний период в истории Древнего Египта прошёл в тяжелых войнах, а борьба с иноземными вторженями завершилась завоеванием страны Персидской империей, а затем Александром Македонским.